# ファレオロ国際空港
ファレオロ国際空港（英語: Faleolo International Airport）は、サモア独立国の首都アピアの西郊約40kmにある国際空港。サモア最大の国際空港で、空の玄関口となっている。

## 歴史
太平洋戦争中の1942年に、アメリカ海軍の建設工兵隊であるシービーによって建設され、ファレオロ飛行場（英: Faleolo Airfield）と命名された。

## 就航路線

### 国際線
| 航空会社                                 | 就航地                 |
| ---------------------------------------- | ---------------------- |
| サモア・エアウェイズ(旧ポリネシアン航空) | シドニー、オークランド |
| タロファ・エアウェイズ                   | パゴパゴ               |
| ヴァージン・オーストラリア               | シドニー、ブリズベン   |
| ニュージーランド航空                     | オークランド           |
| フィジー・エアウェイズ                   | ナンディ、ホノルル     |
| フィジー・リンク                         | ナンディ、スバ         |
| インターアイランド・エアウェイズ         | パゴパゴ               |

### 就航都市一覧
ポリネシア
- アメリカ領サモア : パゴパゴ
- ニュージーランド : オークランド
- アメリカ合衆国 : ホノルル

その他オセアニア
- フィジー : ナンディ、スバ
- オーストラリア : シドニー、ブリスベン